# Футбольна асоціація Ботсвани
Футбольна асоціація Ботсвани (англ. Botswana Football Association) — організація, що здійснює контроль і управління футболом у Ботсвані. Розташовується у Габороне. ФАБ вважає своєю офіційною датою заснування 1970 рік, але ще в 1965 році вона стала першою організацією, яка була афілійована Національною спортивною радою Ботсвани. Футбольна асоціація Ботсвани вступила до КАФ у 1976 році, а до ФІФА в 1978 році. У 1997 році стала країною-засновницею КОСАФА.
Федерація організовує діяльність і управляє національними збірними з футболу (чоловічого, жіночого, молодіжними). Під егідою федерації проводиться чоловічий та жіночий чемпіонат країни та багато інших змагань. ФАБ була удостоєна права провести і організувати юніорський чемпіонат Африки і молодіжний Кубок виклику КОСАФА (обидва турніри пройшли в 1997 році).
Асоціація співпрацює з компанією All Kasi, яка постачає форму для збірних країни, а також виступає технічним спонсором збірної.
На емблемі асоціації зображені зебри - саме таке прізвисько мають всі збірні країни.

## Скандал з окружними лігами
У вересні 2010 року з'ясувалося, що в 2008 році головний виконавчий директор ФАБ Тош Кготлеле ввів в оману всю країну, повідомивши через прес-службу, що ФІФА збирається призупинити членство асоціації через окружні ліги, які запропонував створити Президент країни Ян Кхама, хоча мова йшла тільки про намір повідомити про ситуацію, яка внаслідок цього почала суперечити міжнародним правилам, до Комітету ліг.

## Керівництво
| Посада               | Ім'я               |
| -------------------- | ------------------ |
| Президент            | Тебого Себего      |
| Віце-президент       | Бойс Себетела      |
| Генеральний секретар | Кагісо Кемоенг     |
| Казначей             | Мотлоглева Маршлоу |